# Trafic (film, 2004)
Pour les articles homonymes, voir Trafic.
Pour plus de détails, voir Fiche technique et Distribution.
Trafic est un film roumain réalisé par Cătălin Mitulescu, sorti en 2004.

## Synopsis
Un homme d'affaires roumain qui doit se rendre à un rendez-vous important est bloqué dans un embouteillage.

## Fiche technique
- Titre : Trafic
- Réalisation : Cătălin Mitulescu
- Scénario : Cătălin Mitulescu et Andreea Valean
- Photographie : Marius Panduru
- Montage : Ion Ioachim Stroe
- Société de production : Strada Film
- Pays :  Roumanie
- Durée : 15 minutes
- Dates de sortie : 
  -  France : mai 2004 (festival de Cannes)

## Distribution
- Bogdan Dumitrache : Tudor
- Maria Dinulescu : la fille
- Ana Bart : l'ami de Tudor
- Eva Dan : la fille de Tudor
- Smaranda Luna : l'autre fille
- Simina Siminie : la baby-sitter
- Andi Vasluianu : le chauffeur de taxi

## Distinctions
Le film a reçu la Palme d'or du court métrage lors du festival de Cannes 2004.